# Place de Lavalette
La place de Lavalette (ou Place Lavalette, selon la plaque de rue) est une place de Grenoble.
Cette place abrite notamment le bâtiment du musée de Grenoble.

## Situation et accès
Elle est située dans le quartier Notre dame, un des secteurs urbanisés le plus ancien de la ville mais correspondant à ce qui fut le faubourg de l'Île, lequel était situé hors de l'enceinte médiévale. 

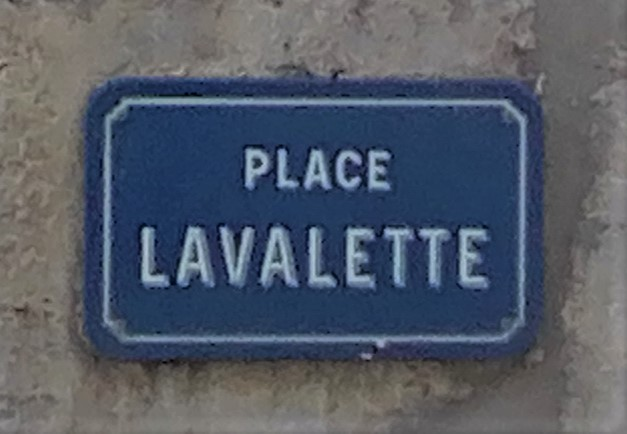
Plaque de la place de Lavalette

En partant du nord, et dans le sens des aiguilles d'une montre, la place donne accès aux voies suivantes, selon les références toponymiques fournies par le site géoportail de l'Institut géographique national :
- Nord-est  : quai Jongkind
- Est : avenue Maréchal-Randon
- Sud-est : rue Hauquelin
- Sud : rue Frédéric Taulier
- Ouest : rue de Lorraine
- Nord-ouest : quai Claude Brosse

La place de Lavalette est séparée de la rive gauche de l'Isère par le pont de la Citadelle.
La place, positionnée non loin de la zone piétonne du centre ville, située à proximité immédiate de la cathédrale Notre-Dame de Grenoble, est accessible aux piétons et cyclistes depuis n'importe quel point de la ville.
Transport public
La place est principalement desservie par les lignes B et D du réseau de tramway de l'agglomération grenobloise. La station la plus proche se dénomme Notre-Dame Musée.
Le terminus de la ligne 62 des TAG est situé sur cette place et relie celle-ci à la commune de Sarcenas. La ligne 16 qui relie Pont-de-Claix au lycée du Grésivaudan à Meylan traverse également cette place avec un arrêt (Musée).

## Origine du nom

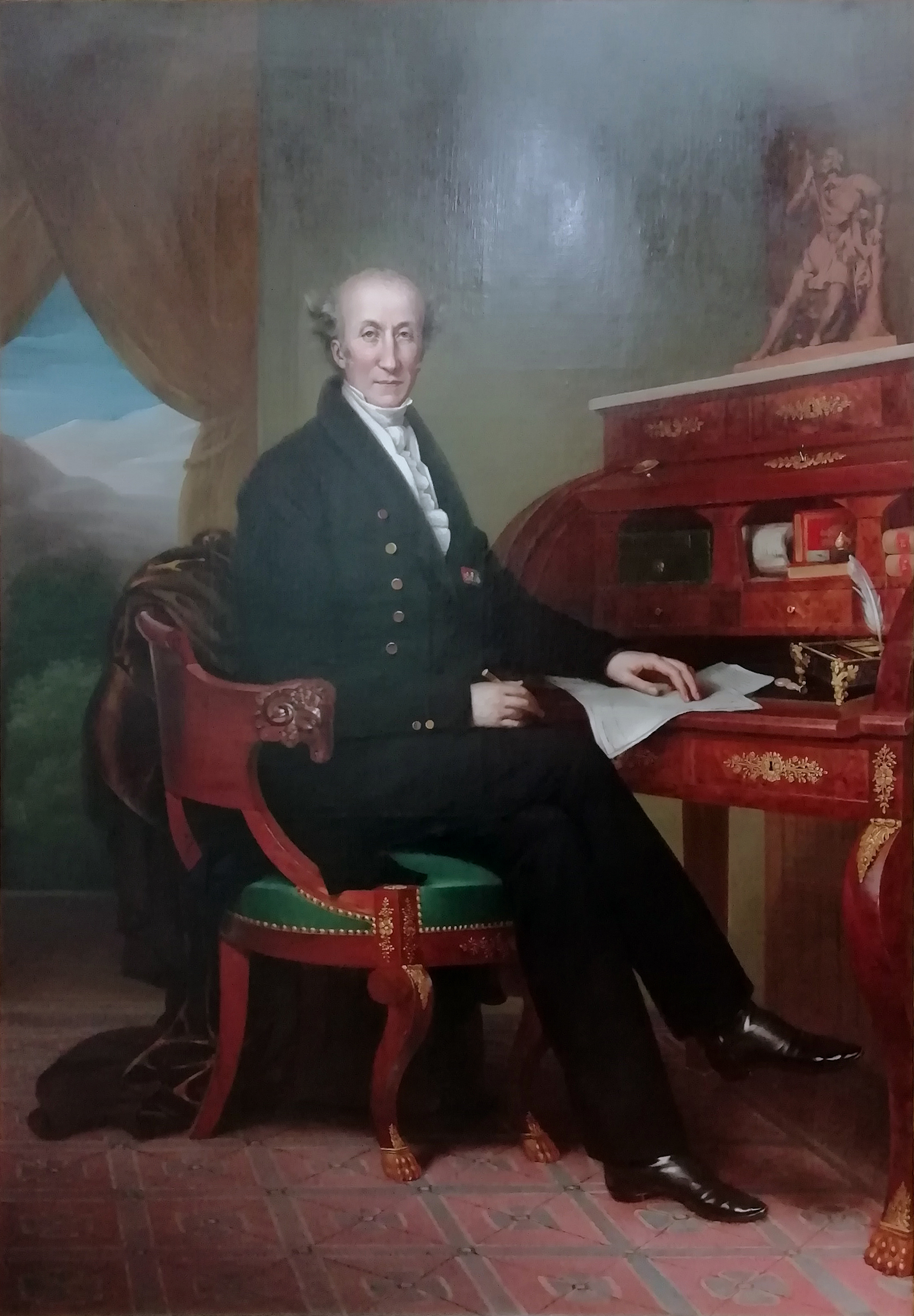
Le marquis de Lavalette

Cette place porte le nom de Charles Planelli, marquis de Lavalette, ancien maire de Grenoble et Député de l'Isère. La ville de Grenoble a également attribué son nom à la fontaine (dite Château d'eau) de la place Grenette.

## Historique

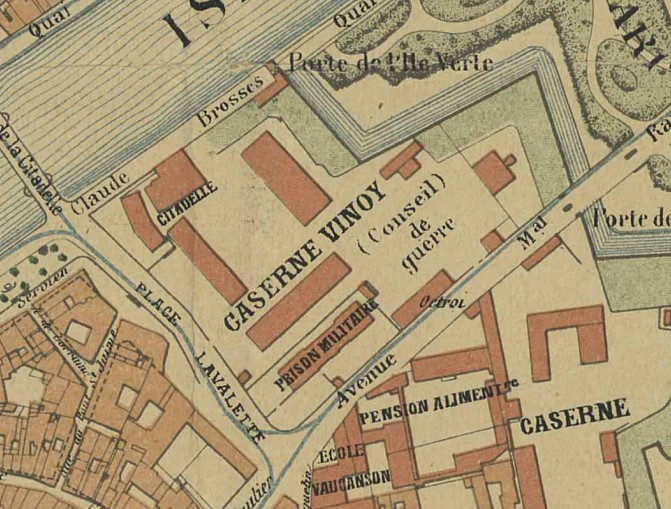
Plan de la place de Lavalette en 1911

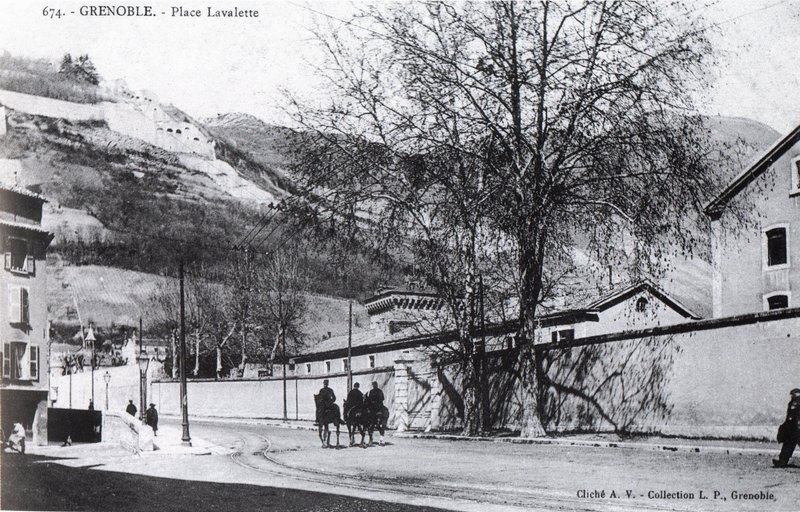
Caserne Vinoy en 1900

Avant de recevoir le nom de cet ancien maire de la ville en 1866, cette place se dénommait « place du Bœuf », car, à l'instar de la rue du Bœuf (aujourd'hui rue Abel-Servien) elle conduisait à la « beullerie », c'est-à-dire l'abattoir de la ville. Cette place à longtemps marqué l'extrémité est de la ville et le restera jusqu'au XIXe siècle, puis le général Haxo agrandit l'enceinte de la ville de 1832 à 1836 en édifiant un nouveau mur de fortification qui vient s'appuyer contre la citadelle.
À la suite d'une demande de la population relayée par le maire Édouard Rey, le génie crée une nouvelle porte, la « porte de la Saulaie », afin de desservir le nouveau quartier de l'île Verte par l'avenue Maréchal-Randon, dénommée ainsi en 1891. 
Le site a accueilli durant toute cette période les bâtiments de la caserne Vinoy (dénommée « caserne du réduit-de-ville », lors de sa création), laquelle sera démolie dans les années 1960 afin d'y aménager un parking qui fera, à son tour, place au chantier du nouveau musée de Grenoble dès les années 1990.

## Bâtiments remarquables et lieux de mémoire

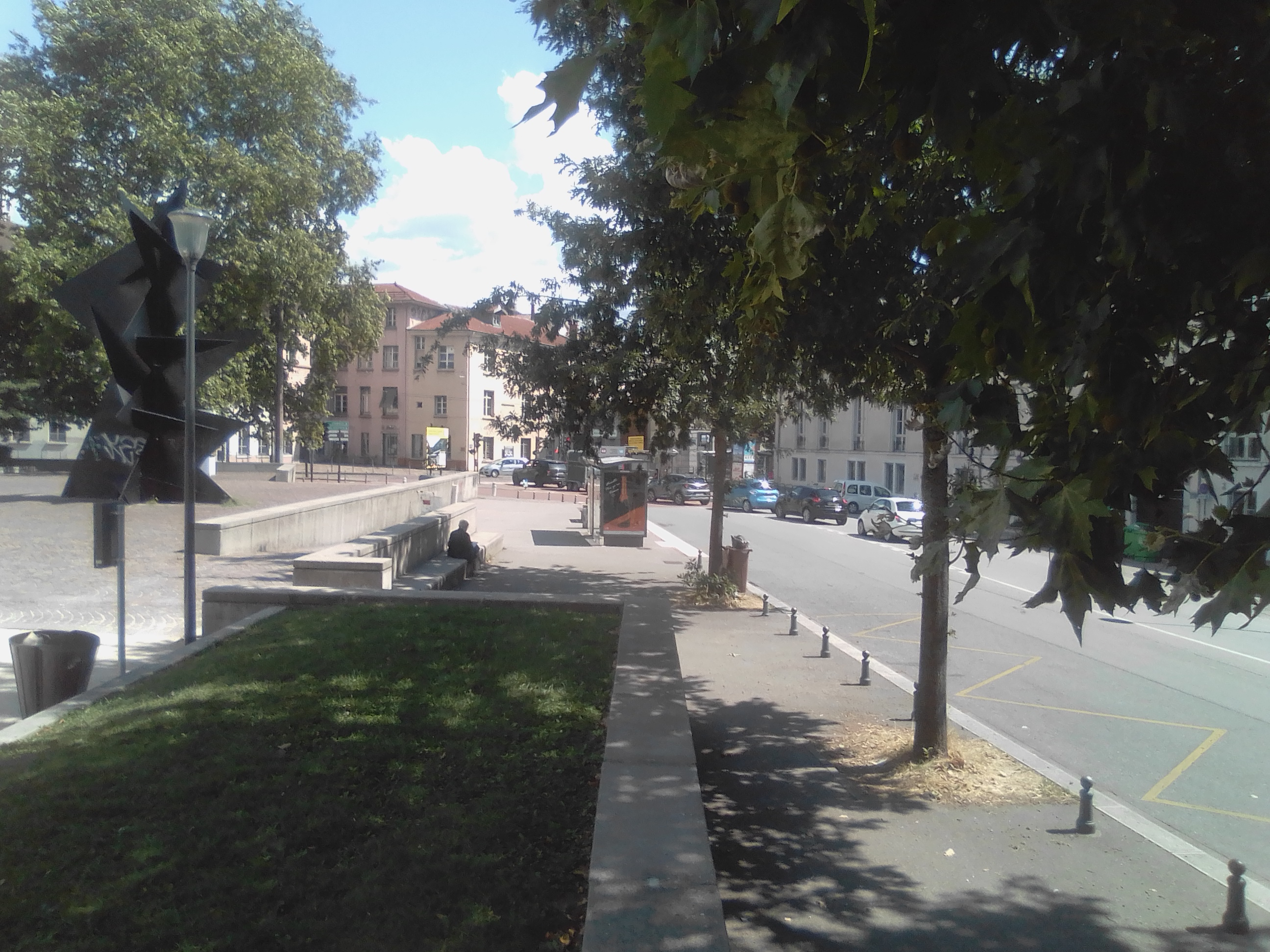
Place de Lavalette et le stabile de Calder en 2021

- La Tour de l'Isle est située entre la place et les quais de l'Isère, il s'agit d'une grosse tour crénelée dénommée ainsi en raison de sa proximité du confluent de Isère avec l'ancien ruisseau du Verderet, donnant ainsi l'impression d'un site insulaire[6]. Ce monument est inscrit au titre des monuments historiques par arrêté du 25 septembre 1943.

- L'échauguette de l'ancienne caserne Vinoy, située à l'angle du quai Jonking et de la place Lavalette à quelques mètres de la Tour de l'Isle. Ce monument est inscrit au titre des monuments historiques par arrêté du 8 septembre 1943[7].

- Le Musée de Grenoble est situé sur la place. Le bâtiment qui remplace un établissement plus ancien, situé place de Verdun, est inauguré le 29 janvier 1994 par le premier ministre Édouard Balladur[8]. Le bâtiment est situé à l'emplacement de l'ancienne caserne Vinoy qui hébergeait le 140e régiment d'infanterie.

- Monsieur Loyal est un stabile du sculpteur Alexander Calder, installé sur le parvis du musée (esplanade François Mitterrand), face à la place depuis 1994. Il s'agit d'un assemblage artistiques de plaques métalliques boulonnées entre elles et qui dessine des formes nettes aux contours découpés, évoquant une autre œuvre du même auteur, Les Trois Pics, située sur le parvis de la gare de Grenoble[9].

- No 12 : entrée principale de la maison diocésaine de Grenoble.